# Саримсаков, Узакбай Саримсакович
Узакбай Саримсакович Саримсаков (1930, Кургантепинский район — 25 января 2004, Кургантепа, Андижанская область) — советский хозяйственный, государственный и политический деятель, Герой Социалистического Труда.

## Биография
Родился в 1930 году в Кургантепинском районе. Член КПСС с 1957 года.
С 1950 года — на хозяйственной, общественной и политической работе. В 1950—1985 гг. — агроном совхоза, заместитель секретаря парткома, директор хлопководческого совхоза «Савай» Кургантепинского района, заместитель председателя райисполкома, секретарь Андижанского обкома КПУз, первый секретарь Избасканского райкома КП Узбекистана, первый секретарь Кургантепинского райкома КП Узбекистана.
Указом Президиума Верховного Совета СССР от 25 декабря 1976 года присвоено звание Героя Социалистического Труда с вручением ордена Ленина и золотой медали «Серп и Молот».
Избирался депутатом Верховного Совета СССР 6-го и 7-го созывов, Верховного Совета Узбекской ССР 9-го и 10-го созывов.
Умер 25 января 2004 года в родном городе Кургантепа.